# Mombacho
El Mombacho es un volcán en Nicaragua, cerca de la ciudad de Granada, dentro del parque nacional Volcán Mombacho. Tiene una altura de 1345 m s. n. m.
Alberga una de las últimas zonas de selva tropical de Nicaragua, y contiene flora y fauna únicos. Se ha declarado Reserva Natural. No se conoce con exactitud su última erupción, pero aun presenta fumarolas en sus faldas y en el remanente de su cráter, el cual está abierto hacia el lado sur con una fumarola claramente visible desde la zona de Río Manares. Antes de 1570 el volcán poseía una laguna en su cráter. En el año 1570 durante una noche lluviosa y con la pared sur agrietada debido a constantes sismos en la zona, cedió debido a su propio peso, vertiendo la laguna y sepultando un pueblo indígena llamado Mombacho de cuanto mucho 400 habitantes, de los cuales sobrevivieron al menos 3 personas. Este volcán en tiempos pretéritos había experimentado un gran derrumbe en su cara norte el cual dio origen a las Isletas de Granada.
Se trata de un bosque isla con un microclima totalmente distinto a sus alrededores, el cual atrae miles de turistas al año que recorren sus senderos.

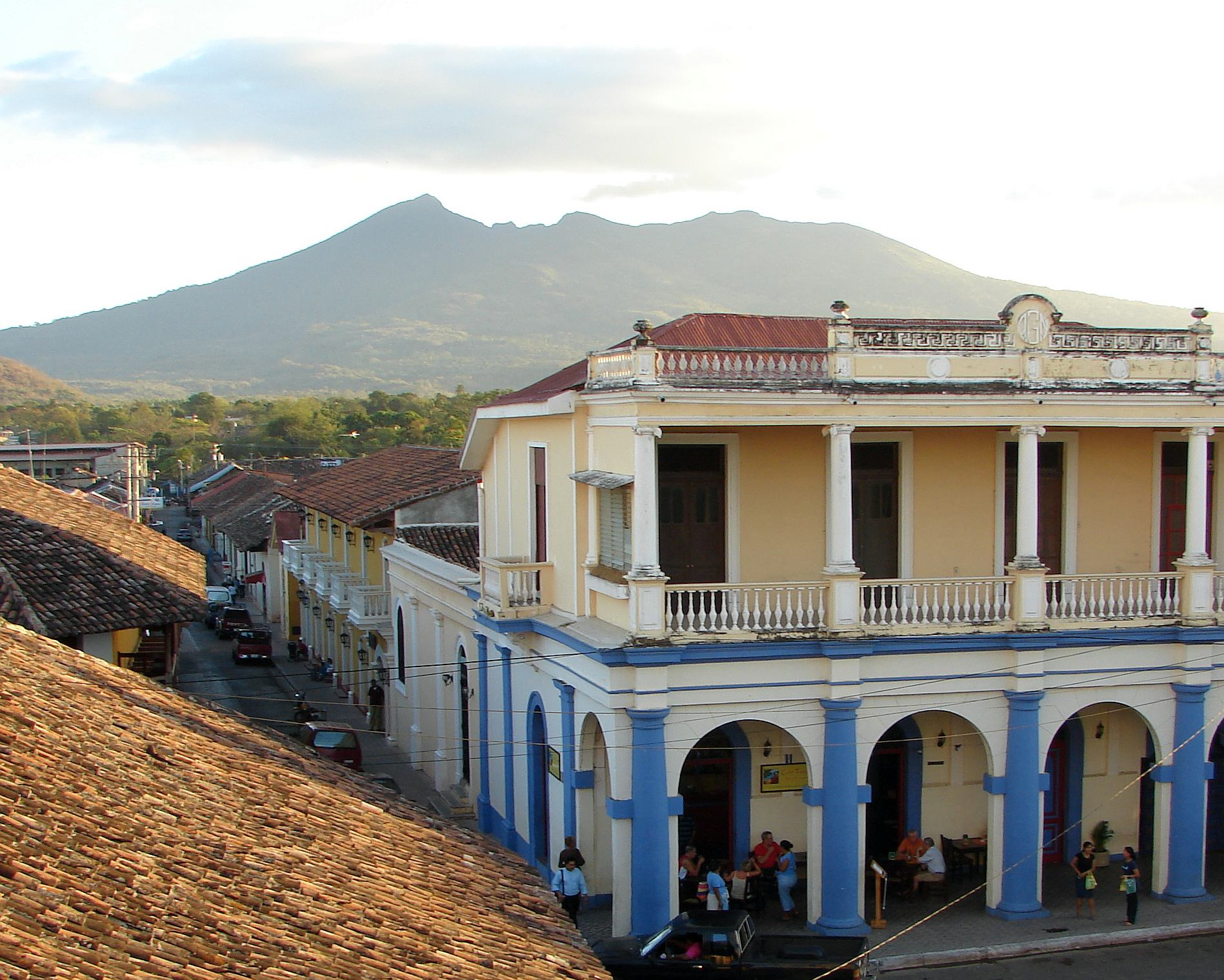
Mombacho desde Granada.